# Heinrich Meckel von Hemsbach
Johann Heinrich Meckel von Hemsbach (* 8. Juni 1821 in Halle; † 30. Januar 1856 in Berlin) war ein deutscher Mediziner. Er war Prosektor an der Charité Berlin und außerordentlicher Professor der Pathologischen Anatomie.

## Leben
Heinrich Meckel entstammte einer alten Mediziner-Dynastie. Sein Vater war August Albrecht Meckel (1790–1829), Prosektor in Halle und Professor für Anatomie und Gerichtsmedizin an der Universität Bern. Sein Großvater war Philipp Friedrich Theodor Meckel (1756–1803), der in Halle Anatomie und Chirurgie lehrte. Sein Urgroßvater war Johann Friedrich Meckel (1724–1774), Professor der Anatomie und Hebammenkunst in Berlin und königlicher Leibchirurg.
Meckel wurde 1821 in Halle geboren, 1822 zog die Familie nach Bern. Nach dem Tod des Vaters kam er zurück nach Halle, wo er bei seinen kinderlosen Verwandten Fritz und Friederike Meckel lebte.  1840 ging er auf die Universität Halle, nach drei Semestern wechselte er nach Berlin. Hier kam er in Kontakt mit dem Biologen Johannes Müller. Während der fünf Semester in Berlin wurden seine Studien von Krankheiten unterbrochen, die ihn längere Zeit bettlägerig machten. Er kehrte nach Halle zurück und machte 1845 den Abschluss mit der Dissertation „De genest adipis animalibus“. 
Er unternahm weitere Studien in Histologie und Embryologie unter Eduard d’Alton in Halle sowie Johannes Müller in Berlin. 1847 erschien seine Habilitationsschrift „De pseudoplasmatibus in genere et de carcinomate in specie“. Im Gegensatz zu Rudolf Virchow erklärte sich Meckel von Hemsbach die Entstehung von Karzinomen durch mechanischen Druck auf Körperzellen, die sich durch diesen physikalischen Reiz in Krebszellen umwandelten. 1849 ging er nach Wien. Ab 1852 leitete er die Prosektur an der Charité in Berlin und 1855 wurde er außerordentlicher Professor für pathologische Anatomie an der Universität. Er war somit praktisch in der Position, die sein Urgroßvater Johann Friedrich Meckel ein Jahrhundert zuvor besetzt hatte.
Die starke Belastung in diesen Funktionen führte zu erneuten gesundheitlichen Problemen. Am 30. Januar 1856 erlag Heinrich Meckel von Hemsbach im Alter von nur 34 Jahren seiner wiederkehrenden Lungenerkrankung. Er wurde auf dem Kirchhof an der Dorotheenstädtischen Kirche in Berlin beigesetzt. Das Grabmal ging spätestens bei der Einebnung von Kirche und Kirchhof im Jahr 1965 verloren.
Nach Heinrich Meckel von Hemsbachs Tod übernahm Rudolf Virchow als Nachfolger seine Ämter.
Heinrich war verheiratet mit der aus einem alten kurländischen Adelsgeschlecht stammenden Theophile von Denffer (1824–1902). Das Paar hatte einen Sohn, Adolf Meckel von Hemsbach (1856–1893), der als Orientmaler bekannt wurde.

## Schriften (Auswahl)
- De genest adipis animalibus, 1845
- De pseudoplasmatibus in genere et de carcinomate in specie, 1847
- Zur Morphologie der Harn- und Geschlechtsorgane der Wirbelthiere, 1848
- Mikrogeologie, 1858 (postum)